# Gran Logia de Costa Rica

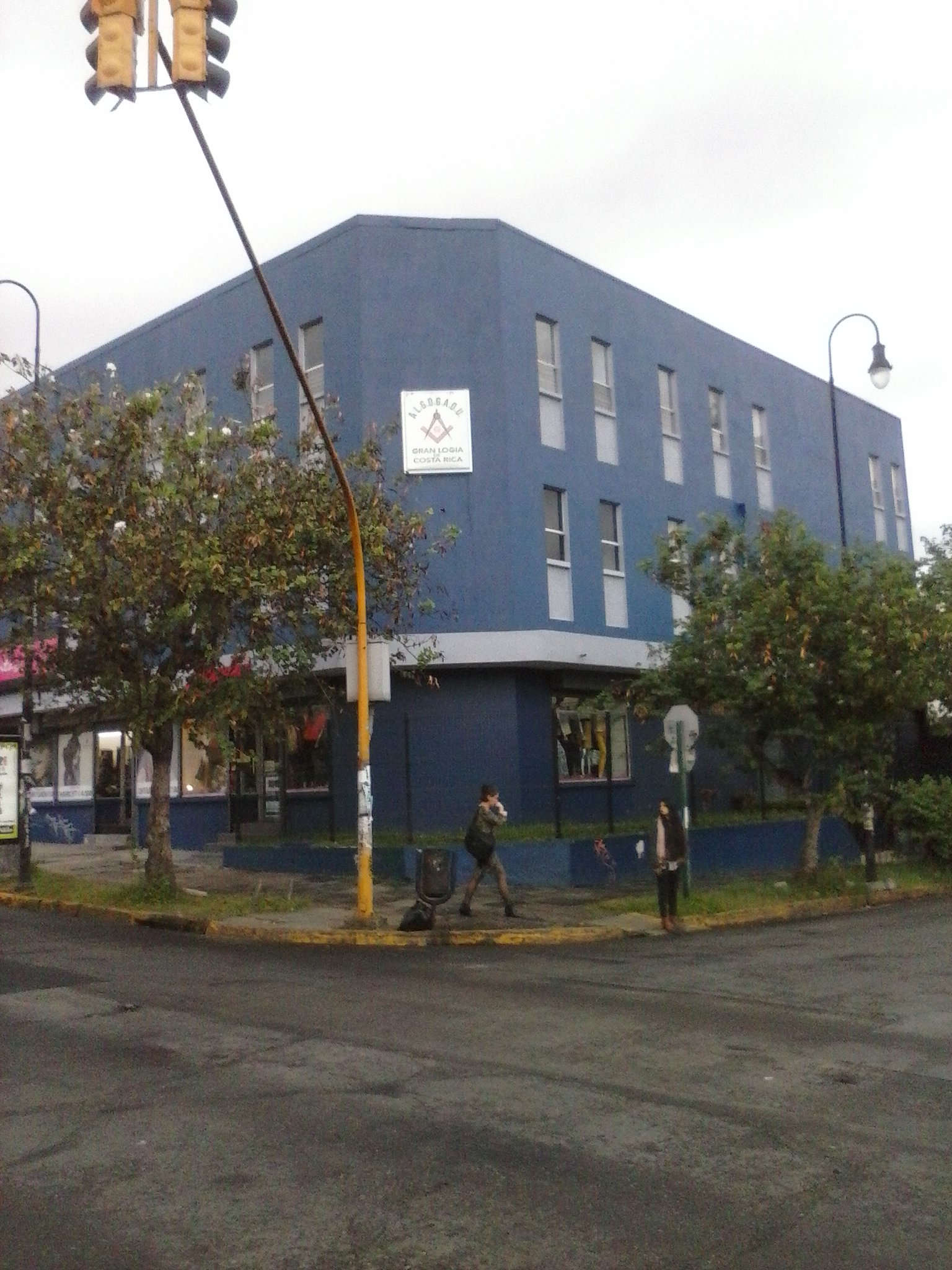
Gran Logia Masónica de Costa Rica

La Gran Logia Masónica de Costa Rica es la principal organización de la masonería regular de Costa Rica. Se creó 7 de diciembre de 1899 y fue la primera de América Central.
Se formó con la unión de todas las logias existentes en aquel momento en el país, estas eran: Caridad, Esperanza, Fe, Unión Fraternal, Progreso, Maravilla, Sincera Amistad, Desengaño, Concordia y la Porvenir, Regeneración, Unión Fraternal, La Luz, La libertad y Phoenix. 
Utilizan el Rito Escocés Antiguo y Aceptado, el Rito Escocés Rectificado, el Rito de la Estricta Observancia Templaria y el Rito de York. Las logias que la conforman son exclusivamente masculinas.
En 2013, auspició el 46° Encuentro de la Confederación Centroamericana de Masones.
La sede de la Gran Logia se localiza en Cuesta de Moras, San José, contiguo a la Asamblea Legislativa donde también se localiza el Museo Masónico Rafael Obregón Loría. La Gran Logia dirige también la Fundación Masónica Pro Beneficencia.